# Liste der Kulturdenkmäler in Hochstädten (Bensheim)
Die folgende Liste enthält die in der Denkmaltopographie ausgewiesenen Kulturdenkmäler auf dem Gebiet des Ortsteils Hochstädten der  Stadt Bensheim, Landkreis Bergstraße, Hessen.
Hinweis: Die Reihenfolge der Denkmäler in dieser Liste orientiert sich an der Anschrift, alternativ ist sie auch nach der Bezeichnung, der vom Landesamt für Denkmalpflege vergebenen Nummer oder der Bauzeit sortierbar.
Kulturdenkmäler werden fortlaufend im Denkmalverzeichnis des Landes Hessen durch das Landesamt für Denkmalpflege Hessen auf Basis des Hessischen Denkmalschutzgesetzes (HDSchG) geführt. Die Schutzwürdigkeit eines Kulturdenkmals hängt nicht von der Eintragung in das Denkmalverzeichnis des Landes Hessen oder der Veröffentlichung in der Denkmaltopographie ab.

## Stadtteil Hochstädten
Über die Spalte Objekt-Nr. kann die Beschreibung beim Landesamt für Denkmalpflege eingesehen werden.
| Bild              | Bezeichnung                      | Lage                                                  | Beschreibung                 | Bauzeit       | Objekt-Nr. |
| ----------------- | -------------------------------- | ----------------------------------------------------- | ---------------------------- | ------------- | ---------- |
| weitere Bilder    | Ehem. Schule, heute Kindergarten | Felsbergstraße 2 LageFlur: 1, Flurstück: 35/3         |                              | 1909          | 28891 DDB  |
| Bild gesucht BW   | Sachteil Wandbilder              | Josef-Sartorius-Straße 1 LageFlur: 8, Flurstück: 8/31 | Zwei interessante Wandbilder |               | 74327 DDB  |
| weitere Bilder    |                                  | Mühltalstraße 266 LageFlur: 1, Flurstück: 9/1         |                              | 1805          | 931 DDB    |
| Mühltalstraße 269 |                                  | Mühltalstraße 269 LageFlur: 1, Flurstück: 73/6        |                              | 1675 bis 1685 | 927 DDB    |
| Mühltalstraße 272 |                                  | Mühltalstraße 272 LageFlur: 1, Flurstück: 21/2        |                              | 1745 bis 1755 | 928 DDB    |
| Mühltalstraße 275 |                                  | Mühltalstraße 275 LageFlur: 1, Flurstück: 75/3        |                              | 1695 bis 1705 | 932 DDB    |
| Mühltalstraße 276 | Laufbrunnen                      | Mühltalstraße 276 LageFlur: 1, Flurstück: 22/10       |                              | 1845 bis 1855 | 926 DDB    |
| Mühltalstraße 277 |                                  | Mühltalstraße 277 LageFlur: 1, Flurstück: 78/3        |                              | 1695 bis 1705 | 929 DDB    |
| Ehem. Ölmühle     | Ehem. Ölmühle                    | Mühltalstraße 298 LageFlur: 1, Flurstück: 41/2        |                              | 1753          | 925 DDB    |